# Giulio Cattaneo (letterato)
Giulio Cattaneo (Firenze, 1925 – Roma, 2 settembre 2010) è stato uno scrittore, critico letterario e italianista italiano.

## Biografia
Nato a Firenze, dove trascorse l'infanzia e la giovinezza, al liceo divenne amico di Piero Polito e Giovanni Spadolini . Si laureò in lettere all'Università di Firenze, dove fu allievo di De Robertis; negli anni dell'università conobbe il prete utopista Ferdinando Tartaglia, che farà protagonista dell'Uomo della novità nel 1968.
Assunto alla Rai nell'estate del 1950, dove lavorerà per quarant'anni, si interessò soprattutto di programmi culturali dedicati alla letteratura, come L'approdo. Alla Rai fu collega e amico fraterno di Gadda, di cui sarà biografo. Fu inoltre direttore dei servizi giornalistici e dei programmi per l'estero dal 1980 al 1990.
Durante la sua attività alla Rai si dedicò anche alla critica letteraria militante, interessandosi soprattutto ai letterati dell'Ottocento. Nel 1968 entrò nella redazione della rivista letteraria e artistica Paragone. Collaborò alla Storia della Letteratura Italiana curata da Emilio Cecchi e Natalino Sapegno per Garzanti con la parte sui «Prosatori e i critici dalla Scapigliatura al Verismo» e su «Benedetto Croce e la critica letteraria». Curò le opere di Ennio Flaiano in dieci volumi. Fu a lungo critico letterario de la Repubblica.

## Opere (selezione)

### Narrativa
- L'uomo della novità, Milano, Garzanti, 1968; con introduzioni di Geno Pampaloni, Milano, Biblioteca universale Rizzoli, 1984, ISBN 88-17-12127-4; Milano, Adelphi, 2002, ISBN 88-459-1679-0.
- Da inverno a inverno, Milano, Il Saggiatore, 1968; Bologna, il Mulino, 1993, ISBN 88-15-04123-0.
- Le rughe di Firenze, Milano, Mondadori, 1970.
- Insonnia, Milano, Garzanti, 1984.
- Viaggi: microscopici miniepisodi, Roma, Edizioni dell'Altana, 1998, ISBN 88-86772-11-4, ISBN 9788886772112.

### Critica letteraria
- Bisbetici e bizzarri nella letteratura italiana, Milano, Fabbri, 1957.
- Tre esperienze vociane, Roma, De Luca, 1960.
- Esperienze intellettuali del primo Novecento, Milano, A. Mondadori, 1968.
- Letteratura e ribellione, Milano, Rizzoli, 1972.
- La biblioteca domestica, Milano, Longanesi, 1983.
- Il lettore curioso: figure e testi della letteratura italiana, Firenze, Sansoni, 1992, ISBN 88-383-1386-5.

### Biografie
- Giovanni Verga, Torino, UTET, 1973.
- Il gran lombardo, Milano, Garzanti, 1973; nuova ed. ampliata, Collana Nuovi Coralli n.447, Torino, Einaudi, 1991, ISBN 88-06-12504-4.
- Lo specchio del mondo (Federico II di Svevia), Milano, Mondadori, 1974; Roma, Newton Compton, 1995, ISBN 88-7983-957-8.

## Riconoscimenti
- Premio Viareggio (1968), "Opera prima narrativa" per L'uomo della novità[10]
- Premio Selezione Campiello (1969), per Da inverno a inverno[11]